# مردم عبابده
عبابده (انگلیسی: Ababda people، عربی: العبابدة) یا عباده، مردمی هستند که تقریباً زندگی عشایری دارند و یکجانشینی ندارند. این مردمان در طول رودخانه نیل و دریای سرخ، در استان ایوان در مصر و شمال سودان سکنی گزیده‌اند. این مردمان اغلب به زبان عربی صحبت می‌کنند.

## تاریخچه
روایات درون قبیله‌ای عبابده را از اعراب حجاز و از نسل زبیر بن عوام (احتمالاً از طریق پسرش عبدالله بن زبیر) می‌دانند که به دنبال فتح مصر توسط مسلمانان در مصر ساکن شدند. بسیاری از منابع غربی اما عبابده را زیرقبیله‌ای از مردمان بِجا یا اعقابِ گویشوران زبان کوشی معرفی می‌دانند.